# Porrhomma
Porrhomma Simon, 1884 è un genere di ragni appartenente alla famiglia Linyphiidae.

## Distribuzione
Le 32 specie oggi note di questo genere sono state rinvenute in varie località dell'intera regione olartica: sette di esse sono state rinvenute in diverse località della regione paleartica, a riprova di una grande adattabilità e diffusione di questo genere.

## Tassonomia
Considerato un sinonimo anteriore di Opistoxys Simon, 1884, a seguito di un lavoro dell'aracnologo Thaler del 1975.
A dicembre 2012, si compone di 32 specie e 1 sottospecie secondo l'aracnologo Platnick, e di 31 specie ed una sottospecie secondo l'aracnologo Tanasevitch:
1. Porrhomma boreale (Banks, 1899) — Russia, Alaska
2. Porrhomma borgesi Wunderlich, 2008 — isole Azzorre
3. Porrhomma cambridgei Merrett, 1994 — Europa
4. Porrhomma campbelli F. O. P.-Cambridge, 1894 — Regione paleartica
5. Porrhomma cavernicola (Keyserling, 1886) — USA
6. Porrhomma convexum (Westring, 1851)[3] — Regione paleartica
7. Porrhomma corsicum Simon, 1910 — Corsica
8. Porrhomma egeria Simon, 1884 — Europa, Russia
9. Porrhomma errans (Blackwall, 1841) — Regione paleartica
10. Porrhomma gertschi Hackman, 1954 — Canada
11. Porrhomma indecorum Simon, 1910 — Algeria
12. Porrhomma kulczynskii Starega, 1974 — Russia, Mongolia
13. Porrhomma longjiangense Zhu & Wang, 1983 — Russia, Cina
14. Porrhomma macrochelis (Emerton, 1917)[4]— Canada, Alaska
15. Porrhomma magnum Tanasevitch, 2012 — Russia
16. Porrhomma marphaense Wunderlich, 1983 — Nepal
17. Porrhomma microcavense Wunderlich, 1990 — Belgio, Germania, Austria, Repubblica Ceca
18. Porrhomma microphthalmum (O. P.-Cambridge, 1871) — Regione paleartica
19. Porrhomma microps (Roewer, 1931) — dall'Europa all'Azerbaigian
20. Porrhomma montanum Jackson, 1913 — Regione paleartica
21. Porrhomma myops Simon, 1884 — Europa
22. Porrhomma oblitum (O. P.-Cambridge, 1871) — Gran Bretagna, Islanda, Francia, Europa Centrale
23. Porrhomma ocella Chamberlin & Ivie, 1943 — USA
24. Porrhomma ohkawai Saito, 1977 — Giappone
25. Porrhomma omissum Miller, 1971 — Repubblica Ceca, Slovacchia
26. Porrhomma pallidum Jackson, 1913 — Regione paleartica
  - Porrhomma pallidum affinis Miller & Kratochvíl, 1940 — Slovacchia
27. Porrhomma profundum Dahl, 1939 — Europa orientale
28. Porrhomma pygmaeum (Blackwall, 1834) — Regione paleartica
29. Porrhomma rakanum Yaginuma & Saito, 1981 — Russia, Cina, Giappone
30. Porrhomma rosenhaueri (L. Koch, 1872) — Europa, Russia
31. Porrhomma sodonta (Chamberlin, 1948) — USA
32. Porrhomma terrestre (Emerton, 1882) — USA

### Specie trasferite
- Porrhomma antarcticum Hickman, 1939; trasferita al genere Neomaso Forster, 1970[1].
- Porrhomma boreum (L. Koch, 1879); trasferita al genere Collinsia O. P.-Cambridge, 1913.
- Porrhomma fuegianum (Tullgren, 1901); trasferita al genere Laminacauda Millidge, 1985.
- Porrhomma kisoense Oi, 1960; trasferita al genere Microbathyphantes van Helsdingen, 1985.
- Porrhomma parasiticum (Westring, 1851); trasferita al genere Thyreosthenius Simon, 1884.
- Porrhomma pedemontanum Gozo, 1908; trasferita al genere Troglohyphantes Joseph, 1881.
- Porrhomma tateyamaense Oi, 1960; trasferita al genere Bathyphantes Menge, 1866.

### Omonimie ridenominate
- Porrhomma oblongum (O. P.-Cambridge, 1871); questa denominazione è da ritenersi omonima di P. cambridgei[1].

### Nomina dubia
- Porrhomma calypso (Bertkau, in Förster & Bertkau, 1883); esemplare femminile, rinvenuto in Germania e originariamente ascritto al genere Linyphia, è stato trasferito qui a seguito di un lavoro di Bösenberg del 1901; un lavoro dell'aracnologo Thaler del 1968 fa ritenere quest'esemplare nomen dubium[1].
- Porrhomma fonsfrigidum Drensky, 1929; esemplari maschili e femminili reperiti nei Balcani (vedi anche il lavoro di Drensky del 1935); a seguito di uno studio di Thaler del 1968 e di Deltshev del 2003, sono da considerarsi nomina dubia[1].
- Porrhomma inconspicuum (O. P.-Cambridge, 1872b); esemplari maschili, rinvenuti in Germania e originariamente inseriti nel genere Erigone, sono stati trasferiti in questo genere da uno studio di Simon (1884a); a seguito del suddetto lavoro di Thaler del 1968 sono da considerarsi nomina dubia[1].
- Porrhomma jacksoni Simon, 1926; esemplare femminile reperito in Francia; a seguito del suddetto lavoro di Thaler del 1968 sono da considerarsi nomina dubia[1].
- Porrhomma rasum (O. P.-Cambridge, 1879f); esemplare maschile reperito nella Repubblica Ceca e in origine ascritto al genere Neriene, trasferito in questo genere a seguito di un lavoro di Simon (1884a); a seguito del suddetto lavoro di Thaler del 1968 è da considerarsi nomen dubium[1].
- Porrhomma rufipes (Blackwall, 1833); esemplari maschili e femminili, reperiti in Inghilterra, originariamente descritti nel genere Neriene; trasferiti in primo luogo al genere Microneta da un lavoro di Simon (1884a) e poi qui a seguito di un lavoro di Roewer, che lo ridenomina da Erigone lapidicola Thorell, 1873 in quanto questa denominazione era già stata adoperata precedentemente; a seguito di due studi, Bristowe del 1941 e Thaler del 1968, sono da ritenersi nomina dubia[1].
- Porrhomma umbraticum (L. Koch, 1881b); esemplari maschili, rinvenuti in Germania e originariamente inseriti nel genere Linyphia, sono stati trasferiti in questo genere da uno studio di Simon (1884a); a seguito del suddetto lavoro di Thaler del 1968 sono da considerarsi nomina dubia[1].